# Tầng Aalen
| Hệ/ Kỷ                               | Thống/ Thế   | Tầng/ Kỳ   | Niên đại (Ma) | Niên đại (Ma) |
| ------------------------------------ | ------------ | ---------- | ------------- | ------------- |
| Phấn Trắng                           | Hạ/Sớm       | Berrias    | trẻ/muộn hơn  | trẻ/muộn hơn  |
| Jura                                 | Thượng /Muộn | Tithon     | ~145.0        | 152.1         |
| Jura                                 | Thượng /Muộn | Kimmeridge | 152.1         | 157.3         |
| Jura                                 | Thượng /Muộn | Oxford     | 157.3         | 163.5         |
| Jura                                 | Trung/Giữa   | Callove    | 163.5         | 166.1         |
| Jura                                 | Trung/Giữa   | Bathon     | 166.1         | 168.3         |
| Jura                                 | Trung/Giữa   | Bajocy     | 168.3         | 170.3         |
| Jura                                 | Trung/Giữa   | Aalen      | 170.3         | 174.1         |
| Jura                                 | Hạ/Sớm       | Toarc      | 174.1         | 182.7         |
| Jura                                 | Hạ/Sớm       | Pliensbach | 182.7         | 190.8         |
| Jura                                 | Hạ/Sớm       | Sinemur    | 190.8         | 199.3         |
| Jura                                 | Hạ/Sớm       | Hettange   | 199.3         | 201.3         |
| Trias                                | Thượng /Muộn | Rhaetia    | cổ/sớm hơn    | cổ/sớm hơn    |
| Phân chia Kỷ Jura theo ICS năm 2020. |              |            |               |               |

Tầng Aalen /ɑːˈliːniən/ là một phân cấp của thống/thế Trung Jura trong niên đại địa chất, kéo dài từ khoảng 175.6 Ma tới khoảng 171.6 Ma (triệu năm trước). Trước nó là Tầng Toarc và tiếp sau là tầng Bajoci.

## Xác định trong thang địa tầng
Tầng Aalen được đặt tên dựa theo tên thị trấn Aalen, nằm cách 70 km về phía đông Stuttgart, Đức. Thị trấn này nằm trên phần phía tây nam của dãy Jura. Cái tên Aalen được giới thiệu lần đầu tiên trong một tài liệu khoa học bởi nhà địa chất người Thụỵ Sĩ Karl Mayer-Eymar vào năm 1864.
Đáy tầng Aalen trong thang địa tầng được xác định là nơi xuất hiện lần đầu tiên của chi ammonite Leioceras. Mặt cắt tham chiếu chính thức nằm cách 500 m về phía bắc làng Fuentelsaz thuộc tỉnh Guadalajara, Tây Ban Nha. Đỉnh của tầng Aalen (đáy tầng Bajoci) là chi Hyperlioceras xuất hiện lần đầu tiên.
Trong đại dương Tethys, ầng Aalen  bao gồm các đới sinh vật ammonite sau:
- Đới Graphoceras concavum
- Đới Brasilia bradfordensis
- Đới Ludwigia murchisonae
- Đới Leioceras opalinum

## Cổ sinh vật học

### †Ammonitids
| †Ammonitids thuộc tầng Aalen        | †Ammonitids thuộc tầng Aalen | †Ammonitids thuộc tầng Aalen | †Ammonitids thuộc tầng Aalen                                                                                               | †Ammonitids thuộc tầng Aalen |
| Đơn vị phân loại                    | Sự hiện diện                 | Vị trí                       | Đặc điểm | Hình ảnh                     |
| ----------------------------------- | ---------------------------- | ---------------------------- | --- | ---------------------------- |
| - Abbasites - Abbasites platystomus | Đã xác nhận.                 |                              | Loài duy nhất được biết đến trong chi này được tìm thấy ở Alaska. Abbasites được cho là tổ tiên của họ ammonite Otoitidae. |                              |
| - Ancolioceras                      | Đã xác nhận.                 |                              | |                              |
| - Asthenoceras                      | Đã xác nhận.                 |                              | |                              |
| - Bradfordia                        | Đã xác nhận.                 |                              | |                              |
| - Brasilia                          | Đã xác nhận.                 |                              | |                              |
| - Bredyia                           | Đã xác nhận.                 |                              | |                              |
| - Canavarella                       | Đã xác nhận.                 |                              | |                              |
| - Constileioceras                   | Đã xác nhận.                 |                              | |                              |
| - Cylioceras                        | Đã xác nhận.                 |                              | |                              |
| - Euaptetoceras                     | Đã xác nhận.                 |                              | |                              |
| - Eudmetoceras                      | Đã xác nhận.                 |                              | |                              |
| - Euhoploceras                      | Đã xác nhận.                 |                              | |                              |
| - Fontannesia                       | Đã xác nhận.                 |                              | |                              |
| - Graphoceras                       | Đã xác nhận.                 |                              | |                              |
| - Haplopleuroceras                  | Đã xác nhận.                 |                              | |                              |
| - Hyperlioceras                     | Đã xác nhận.                 |                              | |                              |
| - Leioceras                         | Đã xác nhận.                 |                              | |                              |
| - Ludwigia                          | Đã xác nhận.                 |                              | Danh pháp đồng nghĩa với một chi thực vật hiện đại.                                                                        |                              |
| - Malladaites                       | Đã xác nhận.                 |                              | |                              |
| - Padragosiceras                    | Đã xác nhận.                 |                              | |                              |
| - Parammatoceras                    | Đã xác nhận.                 |                              | |                              |
| - Planammatoceras                   | Đã xác nhận.                 |                              | |                              |
| - Praestrigites                     | Đã xác nhận.                 |                              | |                              |
| - Pseudammatoceras                  | Đã xác nhận.                 |                              | |                              |
| - Puchenquia                        | Đã xác nhận.                 |                              | |                              |
| - Reynesella                        | Đã xác nhận.                 |                              | |                              |
| - Sonninia                          | Đã xác nhận.                 |                              | |                              |
| - Spinammatoceras                   | Đã xác nhận.                 |                              | |                              |
| - Staufenia                         | Đã xác nhận.                 |                              | |                              |
| - Stephanoceras                     | Đã xác nhận.                 |                              | |                              |
| - Trilobiticeras                    | Đã xác nhận.                 |                              | |                              |
| - Tugurites                         | Đã xác nhận.                 |                              | |                              |

### †Belemnites
| Belemnites thuộc tầng Aalen          | Belemnites thuộc tầng Aalen | Belemnites thuộc tầng Aalen | Belemnites thuộc tầng Aalen                                                                 | Belemnites thuộc tầng Aalen |
| Đơn vị phân loại                     | Sự hiện diện                | Vị trí                      | Đặc điểm                                                                                    | Hình ảnh                    |
| ------------------------------------ | --------------------------- | --------------------------- | ------------------------------------------------------------------------------------------- | --------------------------- |
| - Belemnopsis                        | Đã xác nhận.                |                             |                                                                                             |                             |
| - Holcobelus                         | Đã xác nhận.                |                             |                                                                                             |                             |
| - Homaloteuthis                      | Đã xác nhận.                |                             |                                                                                             |                             |
| - Megateuthis - Megateuthis gigantea | Đã xác nhận.                |                             | là chi Belemnite được biết đến nhiều nhất và có thể đạt chiều dài 10 feet khi trưởng thành. |                             |
| - Paramegateuthis                    | Đã xác nhận.                |                             |                                                                                             |                             |
| - Rhabdobelus                        | Đã xác nhận.                |                             |                                                                                             |                             |
| - Sachsibelus                        | Đã xác nhận.                |                             |                                                                                             |                             |

### †Thalattosuchians
| Thalattosuchia thuộc tầng Aalen | Thalattosuchia thuộc tầng Aalen | Thalattosuchia thuộc tầng Aalen | Thalattosuchia thuộc tầng Aalen | Thalattosuchia thuộc tầng Aalen |
| Đơn vị phân loại                | Sự hiện diện                    | Vị trí                          | Đặc điểm                        | Hình ảnh                        |
| ------------------------------- | ------------------------------- | ------------------------------- | ------------------------------- | ------------------------------- |
| - Steneosaurus                  |                                 | Thụy Sĩ; Maroc; Anh; Pháp; Đuác |                                 |                                 |